# Шалушка
Шалушка (рос. Шалушка) — село у Чегемському районі Кабардино-Балкарії Російської Федерації.
Орган місцевого самоврядування — сільське поселення Шалушка. Населення становить 11 158 осіб.

## Історія
Згідно із законом від 27 лютого 2005 року органом місцевого самоврядування є сільське поселення Шалушка.

## Населення
| 1979    | 2002    | 2010    | 2012    | 2013    | 2014    | 2015    |
| ------- | ------- | ------- | ------- | ------- | ------- | ------- |
| 7538    | ↗11 240 | ↘11 158 | ↘11 120 | ↘11 066 | ↘11 020 | ↘11 016 |
| 2016    | 2017    | 2018    | 2019    | 2020    |         |         |
| ↘10 989 | ↗11 004 | ↘10 990 | ↘10 967 | ↗10 999 |         |         |